# Marek Drążewski
Marek Drążewski, A. Marek Drążewski, właśc. Andrzej Marek Drążewski (ur. 10 listopada 1947 w Warszawie) – polski reżyser, scenarzysta, montażysta. Absolwent Wydziału Reżyserii PWSFTviT w Łodzi oraz Wydziału Fizyki Uniwersytetu Warszawskiego.

## Filmografia

### Reżyser
- Droga do zawodu (1979)
- Od nowa (1981)
- Jeszcze czekam (1982)
- Niepokonani (1984)
- Szansa (1985)
- Katastrofa (1986)
- Inclyta Natio Polona (1988)
- Transsex (1988)
- ... i zdrada (1991)
- Traktat o uzdrawianiu (1992)
- Denominacja (1994)
- Dialogus pacem significat (1995)
- Film pierwszomajowy (1995)
- Nizina mazowiecka (1995)
- Prezydenci 1939–1945 (1995)
- Prezydenci 1946–1989 (1995)
- Symetrie (1996)
- Matematyka dla IV klasy (1998)
- Pociąg do Wiednia (1998)
- Wina Ikara (1998)
- 1989–1999 W dziesiątkę (1999)
- Rząd Polski 1939–1945 (2000)
- Dziady (2001)
- Dwanaście lat po (2002)
- Polska (2002)
- Senat Rzeczypospolitej (2002)
- Z Gdańska do Europy (2004)
- Władysław Szpilman 1911–2000 własnymi słowami (2004)
- Xięcia testament wschodni (2005)
- Dzień pierwszy. 1 maja 2004 (2005)
- Xsięcia Testament Wschodni (2005)

### Scenarzysta
- Transsex (1988)
- Pociąg do Wiednia (1998)
- 1989–1999 W dziesiątkę (1999)
- Dziady (2001)
- Rząd Polski 1939–1945 (2000)
- Władysław Szpilman 1911–2000 własnymi słowami (2004)
- Dzień pierwszy. 1 maja 2004 (2005)

### Montażysta
- Dziady (2001)
- Xięcia testament wschodni (2005)
- Dzień pierwszy. 1 maja 2004 (2005)